# کارآموز (فیلم ۲۰۲۴)

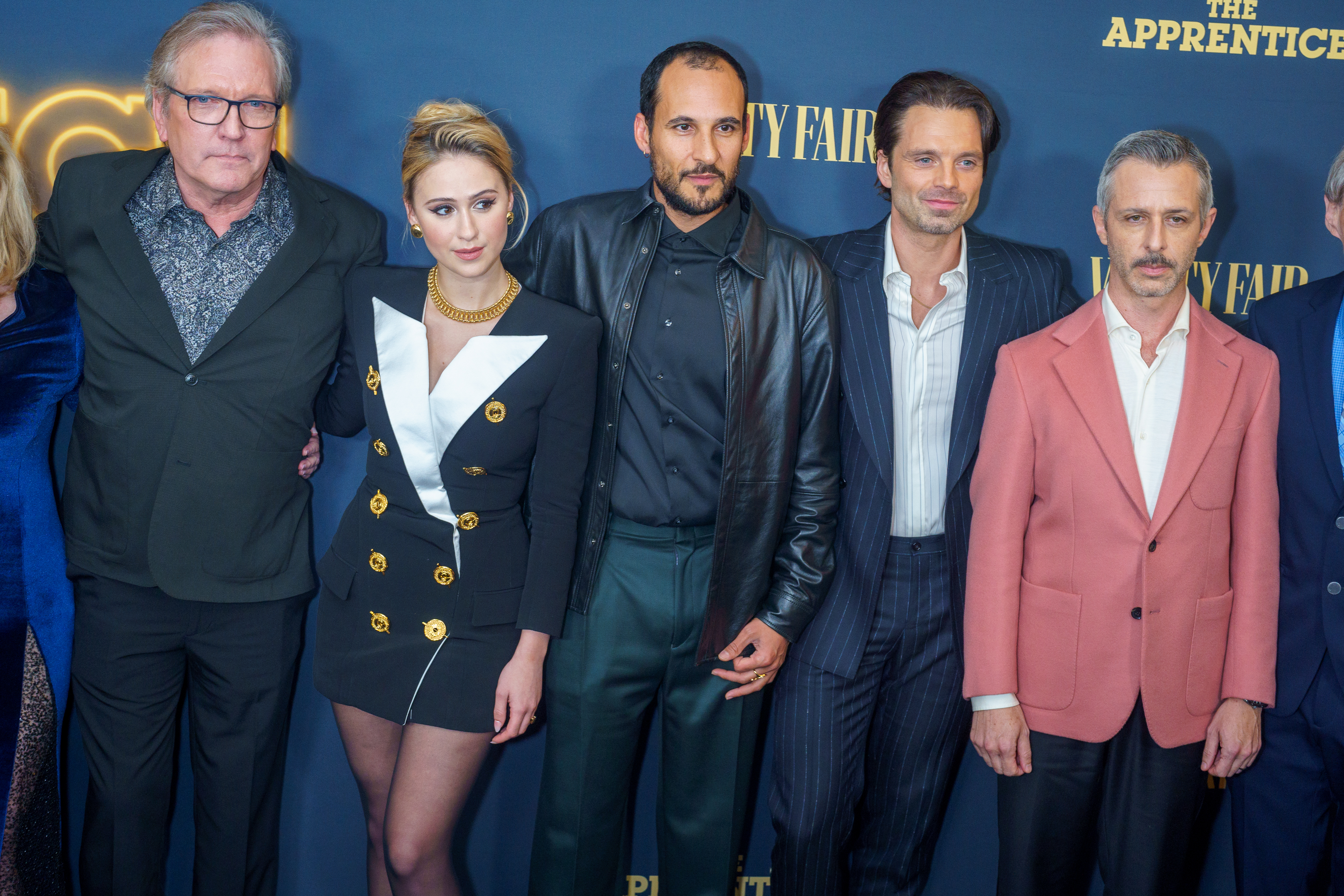
از چپ به راست: مارتین داناوان، ماریا باکالوا، علی عباسی، سباستین استن، و جرمی استرانگ در اولین نمایش فیلم در شهر نیویورک.

کارآموز (به انگلیسی: The Apprentice) یک فیلم مستقل زندگی‌نامه‌ای درام محصول سال ۲۰۲۴ به کارگردانی علی عباسی و نویسندگی گابریل شرمن است. این فیلم با بازی سباستین استن در نقش دونالد ترامپ، به بررسی حرفهٔ ترامپ به عنوان تاجر املاک در نیویورک در دهه‌های ۱۹۷۰ و ۸۰ می‌پردازد. جرمی استرانگ، ماریا باکالوا و مارتین داناوان نیز در این فیلم ایفای نقش می‌کنند.
این فیلم نخستین نمایش جهانی خود را در هفتاد و هفتمین جشنواره فیلم کن در ۲۰ می ۲۰۲۴ داشت. 

## زمینه
این فیلم به‌عنوان روایتی از هدایتگری توصیف می‌شود که شروع یک سلسله آمریکایی را مستند می‌کند و به موضوعاتی از جمله قدرت، فساد و فریب می‌پردازد.

## بازیگران
- سباستین استن در نقش دونالد ترامپ
- جرمی استرانگ در نقش روی کوهن
- ماریا باکالوا در نقش ایوانا ترامپ
- مارتین داناوان در نقش فرد ترامپ

## تولید
این فیلم برای اولین بار در می ۲۰۱۸ معرفی شد و شرمن قرار بود فیلمنامه آن را بنویسد. در اکتبر ۲۰۲۳ پیوستن عباسی به عنوان کارگردان و نویسنده مشترک به این فیلم تأیید شد. تصویربرداری اصلی در نوامبر ۲۰۲۳ آغاز شد، و استن، استرانگ و باکالوا به عنوان نقش‌های اصلی معرفی شدند. فیلمبرداری در ۲۸ ژانویه ۲۰۲۴ به پایان رسید. در فوریه ۲۰۲۴، مارتین داناوان به جمع بازیگران در نقش فرد ترامپ پیوست.

## انتشار
این فیلم به جشنواره فیلم کن ۲۰۲۴ ارسال شد. اعلام شد که این فیلم به همراه ۱۸ فیلم دیگر، در بخش رقابتی نخل طلا قرار خواهد گرفت. نخستین نمایش جهانی آن در ۲۰ می ۲۰۲۴ بود. پیش از این، استودیوکانال بریتانیا حقوق پخش فیلم را در بریتانیا و ایرلند به دست آورد.

## بازخورد
در وبگاه جمع‌آوری نقد راتن تومیتوز، ٪۸۰ از ۲۰ بررسی منتقدان مثبت است، و میانگینِ امتیاز آن ۶٫۶/۱۰ است. این فیلم در متاکریتیک که از میانگین وزنی استفاده می‌کند، بر اساس نظر ۱۳ منتقدین امتیاز ۵۸ از ۱۰۰ را کسب کرده که نشان‌گر «نقدهای مختلط یا متوسط» است.